# Bensonville
Bensonville nebo Bentol, je hlavní město liberijského okresu Montserrado. Město leží zhruba 32 kilometrů od hlavního města Monrovia, které leží ve stejném okrese. Díky přilehlým zemědělským oblastem je to důležité obchodní centrum.
Ve městě se narodil 20. liberijský prezident William R. Tolbert. Před tím, než byl při převratu v roce 1980 zabit, plánoval z Bensonville udělat hlavní město země.